# Filtro polarizador

Animação de um Filtro Polarizador em frente a um Monitor LCD

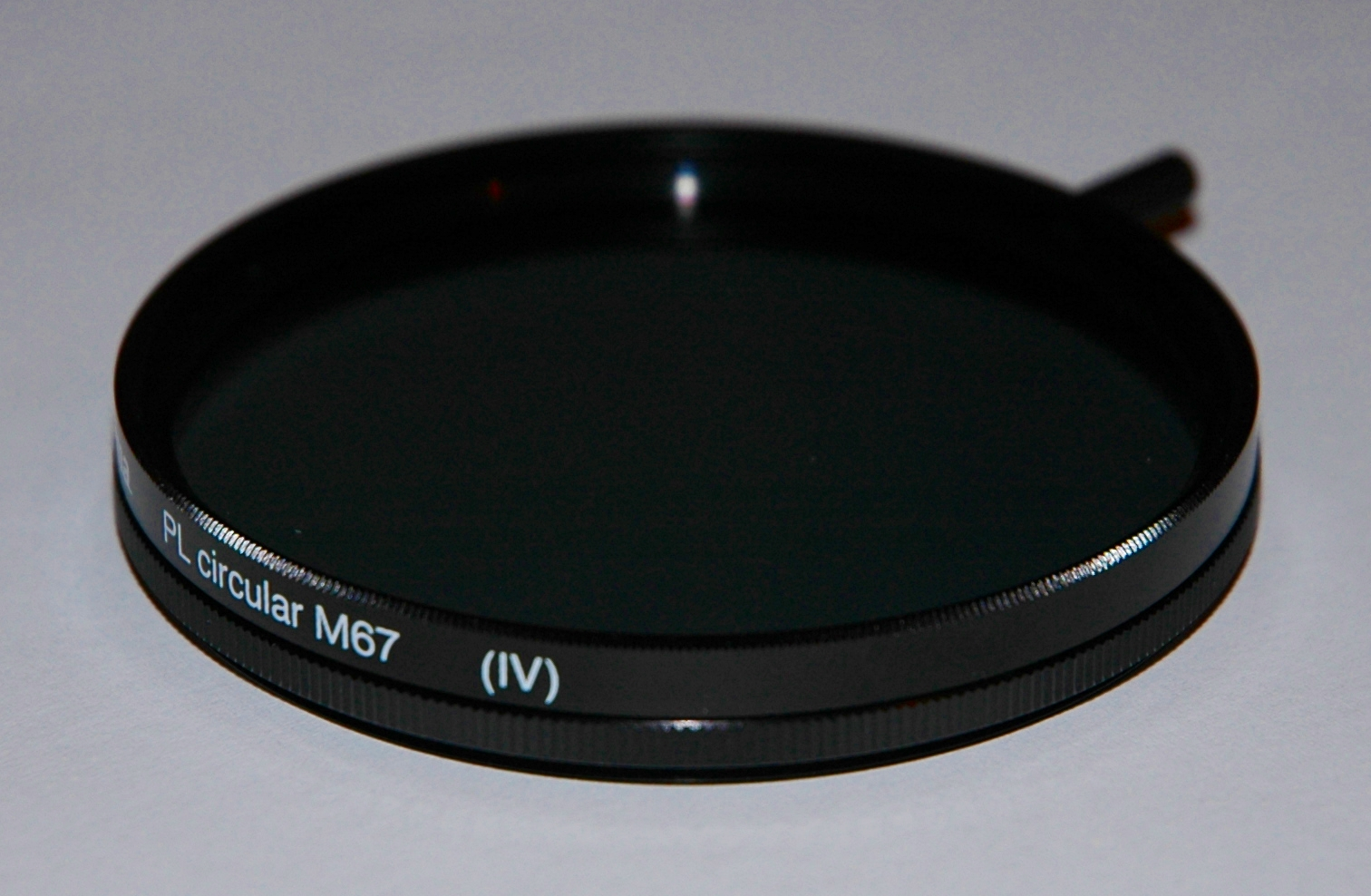
Filtro Polarizador para a Objetiva de uma Câmera fotográfica

O polarizador é um filtro que só permite a passagem de luz polarizada em uma direção específica. Permite-nos retirar reflexos e ver naturalmente a imagem. Para conseguir imagens paradisíacas em que se vê o fundo do mar, a água completamente transparente, usa-se esta lente que retira o reflexo produzido pelo azul do céu deixando-nos ver o mar na sua essência.